# Кейн, Эшли
Э́шли Кейн (после замужества Гриббл, англ. Ashley Elizabeth Cain-Gribble; род. 22 июля 1995, Даллас, Техас) — американская фигуристка, выступающая в парном катании с Тимоти Ледюком. Они — серебряные призёры чемпионата четырёх континентов (2018), бронзовые призёры этапа Гран-при Skate America (2018), победители турниров серии «Челленджер»: U.S. Classic (2018, 2019) и Мемориал Непелы (2018), чемпионы США (2019, 2022), чемпионы мира в составе команды США (2019).
С 2011 по 2016 год выступала в одиночном катании. Кейн — бронзовый призёр Мемориала Непелы (2014), бронзовый призёр Nebelhorn Trophy (2013) и вице-чемпионка США среди юниоров (2012).
С 2009 по 2012 год выступала в паре с Джошуа Рейганом, с которым они в 2011 году стали чемпионами США среди юниоров.
По состоянию на 27 октября 2019 года пара Кейн / Ледюк занимает 7-е место в рейтинге Международного союза конькобежцев (ИСУ).

## Биография
Эшли Кейн родилась 22 июля 1995 года в Далласе, штат Техас, в семье фигуристов. Её отец Питер Кейн — бывший австралийский фигурист, выступавший в парном катании, участник Олимпийских игр 1980 года. Мать — Дарлин Вендт — канадская фигуристка, выступавшая в спортивных танцах на льду. Эшли является племянницей Элизабет Кейн и двоюродной сестрой Шона Карлоу.

## Карьера

### Ранние годы
Кейн встала на коньки в два года. Отец привёл Эшли в парное катание, когда ей было семь-восемь лет.
На чемпионате США 2008 она в паре с Сергеем Сидоровым заняла восьмое место в возрастной категории «новички» (англ. novice).

### Выступления с Рейганом
В апреле 2009 года Кейн встала в пару с Джошуа Рейганом. В сезоне 2010/2011 годов, пара Кейн/Рейган приняла участие на двух этапах юниорской серии Гран-при. В Великобритании пара заняла шестое место, а на этапе в Чехии завоевала «серебро». В январе 2011 года они стали чемпионами США среди юниоров. На чемпионате мира среди юниоров, который проходил в Канныне, Кейн с партнёром остановилась в шаге от пьедестала, заняв четвёртое место.
На следующий сезон Кейн и Рейган перешли на взрослый уровень. В октябре пара заняла четвёртое место на Кубке Ниццы. Через месяц, на этапе Гран-при Rostelecom Cup, они расположились на шестой итоговой позиции. На национальном чемпионате Кейн/Рейган также заняли шестое место. 24 февраля 2012 года Кейн и Рейган объявили о распаде своей пары.

### В одиночном катании
Как фигуристка-одиночница Эшли Кейн участвовала в юниорской серии Гран-при в 2011 году. На чемпионате США она стала вице-чемпионкой страны среди юниоров. На своём первом взрослом международном старте, Кейн завоевала «бронзу» на Nebelhorn Trophy, уступив лишь японке Мики Андо и представительнице России Елене Радионовой.
В следующем сезоне она приняла участие на двух этапах Гран-при. На Cup of China Кейн стала десятой, а на Rostelecom Cup восьмой. В октябре заняла третье место на турнире серии «Челленджер» Мемориал Ондрея Непелы.
Сославшись на усталость, Кейн прекратила выступления в одиночном катании в сентябре 2016 года.

### В паре с Тимоти Ледюком
В мае 2016 стало известно об образовании пары Эшли Кейн / Тимоти Ледюк. В национальном чемпионате 2017 года новая пара заняла третье место, и отправилась на чемпионат четырёх континентов, где стала девятой.
Новый сезон 2017/2018 годов Кейн и Ледюк начали на турнирах серии «Челленджер» Lombardia Trophy, на котором они стали четвёртыми, и Nebelhorn Trophy, где пара финишировала на седьмой итоговой позиции. В январе 2018 года в Тайбэе Эшли Кейн и Тимоти Ледюк стали вице-чемпионами четырёх континентов, уступив чуть менее четырёх баллов соотечественникам Таре Кейн и Дэнни О’Ши.
В сезоне 2018/2019 годов пара стартовала с побед на U.S. Classic и Мемориале Непелы. Через месяц Кейн и Ледюк приняли участие на этапах Гран-при Skate America и Rostelecom Cup, где стали третьими и шестыми, соответственно. В январе 2019 года они завоевали титул чемпионов США, и вошли в состав сборной на чемпионат мира и чемпионат четырёх континентов. В Анахайме на чемпионате четырёх континентов Кейн с партнёром заняла четвёртое итоговое место, но дуэт показал лучший результат среди американских пар. В Японии на чемпионате мира пара финишировала на девятой позиции. Закончили сезон Эшли и Тимоти победой на командном чемпионате мира в составе команды США.
В марте 2022 года, во время произвольной программы пар на чемпионате мира во французском Монпелье, фигуристка упала. Американка около минуты не могла подняться и держалась за голову. Медики унесли её на носилках.

## Программы
(В паре с Тимоти Ледюком)
| Сезон     | Короткая программа                                                     | Произвольная программа                                                                                    |
| --------- | ---------------------------------------------------------------------- | --- |
| 2021—2022 | - «Нуреев. Белый ворон» Элизабет Батиашвили                            | - «МЫ. Верим в любовь» Абель Коженёвский                                                                  |
| 2020—2021 | - «Never Tear Us Apart» Bishop Briggs                                  | - «Концерт для фортепиано с оркестром № 2» Сергей Рахманинов                                              |
| 2019—2020 | - «A Storm is Coming» Томми Профитт, Лив Эш                            | - «The Middle of the World» (из фильма «Лунный свет») Николас Брителл - «Experience» Людовико Эйнауди     |
| 2018—2019 | - «Bella Belle» The Electric Swing Circus                              | - «МЫ. Верим в любовь» Абель Коженёвский                                                                  |
| 2017—2018 | - «I’ll Take Care of You» Джо Бонамасса                                | - «Bang Bang» - «Young and Beautiful» - «A Little Party Never Killed Nobody» (из фильма «Великий Гэтсби») |
| 2016—2017 | - «I Put a Spell on You» Скримин Джей Хокинс в исполнении Энни Леннокс | - «The Prayer» Андреа Бочелли, Селин Дион                                                                 |

(В одиночном катании)
| Сезон     | Короткая программа                                      | Произвольная программа                                                         |
| --------- | ------------------------------------------------------- | ------------------------------------------------------------------------------ |
| 2015—2016 | - «Skinny Love» Birdy                                   | - «Болеро» Ванесса Мэй                                                         |
| 2014—2015 | - «Mission: Impossible» The Piano Guys, Линдси Стирлинг | - «Evita» Эндрю Ллойд Уэббер                                                   |
| 2013—2014 | - «Flamenco Fire» Валерий Дидюля                        | - «Ave Maria» Иоганн Себастьян Бах в исполнении Уильяма Джозефа                |
| 2012—2013 | - «Montserrat» Bajofondo                                | - «Ave Maria» Иоганн Себастьян Бах в исполнении Уильяма Джозефа                |
| 2011—2012 | - «Montserrat» Bajofondo                                | - «Who Wants to Live Forever» Дэвид Гарретт                                    |
| 2010—2011 | - «Love in Venice» Эдвин Мартон                         | - «The Music of the Night» (из мюзикла «Призрак Оперы») в исполнении Андре Рьё |
| 2009—2010 | - «Claire de Lune» Клод Дебюсси                         | - «Рататуй» Майкл Джаккино в исполнении Тима Симонека                          |

(В паре с Джошуа Рейганом)
| Сезон     | Короткая программа                                   | Произвольная программа                      |
| --------- | ---------------------------------------------------- | ------------------------------------------- |
| 2011—2012 | - «Moon River» Генри Манчини                         | - «Доктор Живаго» Морис Жарр                |
| 2010—2011 | - «Clubbed to Death» (из фильма «Матрица») Роб Дуган | - «Ромео и Джульетта» Пётр Ильич Чайковский |
| 2009—2010 | - «One» Three Dog Night                              | - «Шехеразада» Николай Римский-Корсаков     |

## Результаты
(В паре с Тимоти Ледюком)
| Соревнования                            | 16/17         | 17/18         | 18/19         | 19/20         | 20/21         | 21/22         |
| Международные                           | Международные | Международные | Международные | Международные | Международные | Международные |
| --------------------------------------- | ------------- | ------------- | ------------- | ------------- | ------------- | ------------- |
| Чемпионат мира                          |               |               | 9             |               | 9             |               |
| Чемпионат четырёх континентов           | 9             | 2             | 4             |               |               |               |
| Этап Гран-при. Skate Canada             |               |               |               |               |               | 3             |
| Этап Гран-при. NHK Trophy               |               |               |               |               |               | 4             |
| Этап Гран-при. Skate America            |               |               | 3             | 5             | 4             |               |
| Этап Гран-при. Internationaux de France |               |               |               | 4             |               |               |
| Этап Гран-при. Rostelecom Cup           |               |               | 6             |               |               |               |
| Этап Гран-при. Cup of China             |               | 6             |               |               |               |               |
| Челленджер. Finlandia Trophy            | 4             |               |               |               |               | 3             |
| Челленджер. Autumn Classic              |               |               |               |               |               | 3             |
| Челленджер. U.S. Classic                |               |               | 1             | 1             |               |               |
| Челленджер. Золотой конёк Загреба       | 3             |               | 5             | 1             |               |               |
| Командный чемпионат мира                | 3             |               | 1             |               |               |               |
| Челленджер. Мемориал Непелы             |               |               | 1             |               |               |               |
| Челленджер. Lombardia Trophy            |               | 4             |               |               |               |               |
| Челленджер. Nebelhorn Trophy            | 4             | 7             |               |               |               |               |
| Национальные                            |               |               |               |               |               |               |
| Чемпионат США                           | 3             | 4             | 1             | 4             | 3             | 1             |

(В одиночном катании)
| Соревнования                      | 10/11         | 11/12         | 12/13         | 13/14         | 14/15         | 15/16         |
| Международные                     | Международные | Международные | Международные | Международные | Международные | Международные |
| --------------------------------- | ------------- | ------------- | ------------- | ------------- | ------------- | ------------- |
| Этап Гран-при. Cup of China       |               |               |               |               | 10            |               |
| Этап Гран-при. Rostelecom Cup     |               |               |               |               | 8             |               |
| Челленджер. Мемориал Непелы       |               |               |               |               | 3             |               |
| Nebelhorn Trophy                  |               |               |               | 3             |               |               |
| Международные среди юниоров       |               |               |               |               |               |               |
| Этап юниорского Гран-при. Франция |               |               | 5             |               |               |               |
| Этап юниорского Гран-при. Латвия  |               | 6             |               |               |               |               |
| Этап юниорского Гран-при. Румыния |               | 5             |               |               |               |               |
| Национальные                      |               |               |               |               |               |               |
| Чемпионат США                     | 6J.           | 2J.           | 12            | 12            | 14            | 14            |
| J = юниорский уровень             |               |               |               |               |               |               |

(В паре с Джошуа Рейганом)
| Соревнования                               | 09/10         | 10/11         | 11/12         |
| Международные                              | Международные | Международные | Международные |
| ------------------------------------------ | ------------- | ------------- | ------------- |
| Этап Гран-при. Cup of Russia               |               |               | 6             |
| Кубок Ниццы                                |               |               | 4             |
| Международные среди юниоров                |               |               |               |
| Чемпионат мира среди юниоров               |               | 4             |               |
| Финал юниорского Гран-при                  |               | 5             |               |
| Этап юниорского Гран-при. Чехия            |               | 2             |               |
| Этап юниорского Гран-при. Великобритания   |               | 6             |               |
| Национальные                               |               |               |               |
| Чемпионат США                              | 1N.           | 1J.           | 6             |
| N = детский уровень; J = юниорский уровень |               |               |               |

(с Сергеем Сидоровым)
| Соревнования        | 07/08        |
| Национальные        | Национальные |
| ------------------- | ------------ |
| Чемпионаты США      | 8N.          |
| N = детский уровень |              |